# مت رید (تنیس‌باز)
 مت رید (انگلیسی: Matt Reid؛ زاده ۱۷ ژوئیهٔ ۱۹۹۰) یک تنیس‌باز اهل استرالیا است.